# Amiga 3000
Amiga 3000 je izgrađena kao nasljednik Amige 2000 u pokušaju gradnje ozbiljnog multimedijalnog računala.

## Povijest računala
Isto kao i prethodnica, dolazila je u desktop kućištu, praktički na prvi pogled identičnom tadašnjim PC kućištima.
Tehničke karakteristike računala su bile:
- - Procesor Motorola 68030 na brzini od 25 Mhz,
  - 2 MB memorije s mogućnošću proširenja na 18 MB,
  - hard disk povezan s SCSI konektorom,
  - mogućnost priključenja na PC monitor.

Računalo uspijeva dostići zadovoljavajuću prodaju na ograničenom području za koje je namijenjen. U vrijeme izlaska, ovo računalo tvrtke Commodore je (uspoređujući se s PC računalima) jeftina varijanta za izgradnju multimedijalnih prezentacija.
Nasljednik Amige 3000 je Amiga 4000 čijim izlaskom na tržište krajem 1992. godine prestaje proizvodnja ovog računala.